# Hélder Fragueiro Antunes
Hélder Manuel da Terra Fragueiro Marques Antunes (Angra do Heroísmo, Nossa Senhora da Conceição, 6 de julho de 1963) é um empresário, engenheiro e ex-piloto de corridas luso-americano. Atualmente é CEO da empresa multinacional americana Global Data Sentinel, e sócio geral da Pereira Ventures, uma empresa de capital de risco da Califórnia.
Dito pela revista PortugalGlobal que " encaixa na perfeição do português de sucesso da era global.",  Antunes está ativamente envolvido em assuntos económicos e políticos em Portugal e nos Açores. Ligando empresas portuguesas com organizações de financiamento e representação internacional, é conselheiro para a Rede Prestige Açores, uma instituição empresarial operada pelo Governo Regional dos Açores, e é um consultor frequente ao governo da República.
Em novembro de 2015, Antunes tornou-se presidente do conselhos de administração do Consórcio OpenFog.

## Juventude
Filho de Armando Manuel Marques Antunes, de Torres Novas, e Carolina de Vasconcelos da Terra Fragueiro (Horta, Faial, 02 de fevereiro de 1937 - São José, Califórnia, 26 de janeiro de 2014), Hélder Manuel da Terra Fragueiro Marques Antunes nasceu no dia 6 de julho de 1963, na freguesia da Nossa Senhora da Conceição, Angra do Heroísmo, na Ilha Terceira. É descendente dos primeiros povoadores dos Açores, como Willem van der Haegen e Joss de Utra, do nobre francês Jean de Bettencourt, e de D. Afonso Henriques e parente distante de Ernesto Hintze Ribeiro, primeiro-ministro do sec. XIX. É primo do político Miguel Frasquilho e sobrinho do político Manuel Alcindo Antunes Frasquilho.
Passou os primeiros anos de sua vida na Base das Lajes da Força Aérea, onde seus pais e grande parte da sua família trabalhou na Força Aérea Portuguesa. Em 1967, a família mudou-se para Ponta Delgada, Ilha de São Miguel, quando o pai foi a trabalhar para SATA Air Açores. A família permaneceu na ilha até 1975, quando os eventos seguintes da Revolução dos Cravos, juntamente com outros fatores, motivou-os a emigrar para Rhode Island nos Estados Unidos.
A família viveu em Rhode Island até 1984, quando a família se mudou para São José, Califórnia, quando o pai foi oferecida uma posição na Lockheed Martin, onde viria a trabalhar no telescópio espacial Hubble

### Piloto de Corridas
Fragueiro Antunes começou a sua carreira em automobilismo em 1983, pouco depois de sua família chegar na Califórnia. Em 1987, participou várias vezes no Nevada Open Road Challenge e no Silver State Classic, considerado por Guinness World Records como a corrida de rua mais rápida do mundo No início de sua carreira Antunes, frequentou Sonoma Raceway e Leguna Seca Raceway. Ao longo dos anos, ocupou várias vezes posição no Top 3 do Pony Express 100.
Durante seu tempo como piloto, também desenhou alguns dos primeiros sistemas de aquisição de dados para carros de corrida.

## Carreira em Silicon Valley
Fragueiro Antunes iniciou a sua carreira na indústria de alta tecnologia de Silicon Valley, na Grid Systems Corporation como um engenheiro de suporte. Após Grid Systems, foi trabalhar na Plus Development e dois anos depois mudou-se para Computer Associates, onde liderou o CA-SuperProject. Seguindo CA, trabalhou para NetManage, como Diretor de Engenharia, até deixar a empresa para a Cisco Systems.
Além da sua posição na Cisco, é Sócio Geral na Perreira Ventures, uma firma de capital de risco e consultoria. O jornal Expresso afirmou que Fragueiro Antunes queria "transformar boas idéias de empreendedores em grandes empresas".
Desde o início de seus negócios entre Silicon Valley e Portugal, Fragueiro Antunes declarou a necessidade de um lóbi Português no Silicon Valley, afirmando que Portugal precisa de ter "uma entidade com os pés bem assentes no Silicon Valley." Foi finalmente capaz de iniciar uma coalizão de empresários portugueses em Silicon Valley e estabelecer um lóbi Português.

### Cisco Systems
Em 1998, iniciou a trabalhar na Cisco Systems como Gerente Sénior de Engenharia, com foco na incorporação de protocolos de segurança no Cisco IOS. Em 2003 Antunes foi promovido a Diretor de Engenharia, Soluções Globais e Serviços de Rede. Para o trabalho da sua equipa sobre a Rede Privada Virtual Dinâmica Multipoint (Dynamic Multipoint Virtual Private Network; DMVPN) ganhou o Prêmio Cisco Pioneer de 2004.
Entre janeiro de 2012 e dezembro de 2013 serviu como Diretor Gerente do Grupo da Internet of Things e dirigiu a iniciativa Smart Connected Vehicles.
Desde 2013, é Diretor-Gerente Sénior de Inovação Empresarial Estratégica, com a intenção de resolver as perturbações de mercado, identificar e promover iniciativas inovadoras, e conduzir a estratégia de mercado da Cisco e liderança em TI.

### IoT e OpenFog
Em fevereiro de 2013, Antunes foi um dos membros fundadores da Internet Steering Committee Coisas Fórum Mundial de que "quis acelerar a inovação, inspirar novas formas de transformar os governos, indústrias e vidas."
Antunes participou e foi um orador principal na conferência de drones patrocinada pela NASA realizada no Ames Research Center, em Julho de 2015, relativa ao desenvolvimento de regulamentos no ar. Sublinhou o papel de drones no futuro da Internet das Coisas, que Fragueiro Antunes está ativamente envolvido na Cisco.
Em novembro de 2015 Antunes foi nomeado como Presidente do Conselho de Administração para a recém-formado OpenFog Consortium, um consórcio fundado por gigantes da tecnologia, como a Microsoft, Cisco, Dell, Intel, e a Universidade de Princeton, para a padronização e promoção de Fog computing.

## Carreira em Portugal
Antunes tem desempenhado um papel importante na programa Inov Contacto de AICEP, com uma forte ênfase na Cisco Systems.
Antunes tem sido citado como uma pessoa importante na instalação da Cisco Systems em Portugal, e no estabelecimento do laboratório Cisco em Portugal.
Pelo constante e abundante trabahlo em conectar estudantes e empresas portuguesas a Silicon Valley, Fragueiro Antunes ganhou uma reputação em Portugal como sendo um "embaixador de Portugal", um "verdadeiro cônsul de Portugal na Califórnia", um "importador de talentos", e um "cônsul de Portugal na Cisco".
Em 2012, foi incluído numa lista, chamada a Seleção Nacional, compilada pela Revista Prémio, que listou os mais poderosos e influentes executivos portugueses em todo o mundo, e chamou Fragueiro Antunes "o anjo da guarda do Uncle Sam."

### Açores
Juntamente com o programa do INOV Contacto, também formou um programa semelhante em conjunto com a Governo Regional dos Açores, que trabalha exclusivamente com estudantes de universidades açorianas e hospeda-los na Cisco Systems, em São José, Califórnia.
Ao lado de seu sócio da Pereira Ventures, Armando Pereira, ajuda muito na colaboração das empresas açorianas com firmas de capital de risco de Silicon Valley.
Salientou a importância da criação dum lóbi dos Açores, afirmando que o criação dum "lóbi formal com a estrutura que permita receber ideias inovadoras de Portugal para depois as lançar globalmente no mercado mundial."
É conselheiro da Rede Prestige Açores, uma rede de açorianos notáveis hospedada pelo Governo dos Açores com a intenção de desenvolvimento e disseminação do conhecimento para o benefício dos Açores.
Em 2012 foi incluído numa lista, compilada pelo Governo Regional dos Açores, das pessoas mais "notáveis dos Açores".